# Canton d'Argentré-du-Plessis
Le canton d'Argentré-du-Plessis est une ancienne division administrative française, située dans le département d'Ille-et-Vilaine et la région Bretagne.

## Composition
Le canton d'Argentré-du-Plessis groupait neuf communes, et comptait 14 523 habitants (population municipale 2012).
| Nom                             | Code Insee | Intercommunalité    | Superficie (km2) | Population (dernière pop. légale) | Densité (hab./km2) |
| ------------------------------- | ---------- | ------------------- | ---------------- | --------------------------------- | ------------------ |
| Argentré-du-Plessis (chef-lieu) | 35006      | CA Vitré Communauté | 41,46            | 4 290 (2014)                      | 103                |
| Brielles                        | 35042      | CA Vitré Communauté | 11,40            | 716 (2014)                        | 63                 |
| Domalain                        | 35097      | CA Vitré Communauté | 33,54            | 1 974 (2014)                      | 59                 |
| Étrelles                        | 35109      | CA Vitré Communauté | 27,17            | 2 557 (2014)                      | 94                 |
| Gennes-sur-Seiche               | 35119      | CA Vitré Communauté | 18,50            | 919 (2014)                        | 50                 |
| Le Pertre                       | 35217      | CA Vitré Communauté | 43,63            | 1 408 (2014)                      | 32                 |
| Saint-Germain-du-Pinel          | 35272      | CA Vitré Communauté | 11,30            | 902 (2014)                        | 80                 |
| Torcé                           | 35338      | CA Vitré Communauté | 14,03            | 1 170 (2014)                      | 83                 |
| Vergéal                         | 35350      | CA Vitré Communauté | 11,21            | 791 (2014)                        | 71                 |

Contrairement à beaucoup d'autres cantons, le canton d'Argentré-du-Plessis n'incluait aucune commune supprimée depuis la création des communes sous la Révolution.
À la suite du redécoupage des cantons pour 2015, toutes les communes sont rattachées au canton de La Guerche-de-Bretagne.

## Représentation

### Conseillers généraux de 1833 à 2015
| Période   | Période           | Identité                                       | Étiquette              | Qualité |
| --------- | ----------------- | ---------------------------------------------- | ---------------------- | --- |
| 1833      | 1839 (démission)  | Auguste Marie Baron de Berthois (1787-1870)    | Majorité ministérielle | Maréchal de camp Aide de camp du Roi Député (1832-1838, 1839-1848) Propriétaire du château des Bretonnières à Erbrée |
| 1839      | 1848              | René-Pascal Hévin (de La) Berterie (1783-1849) |                        | Juge de paix d'Argentré-du-Plessis, conseiller d'arrondissement Ancien greffier du juge de paix de Vitré             |
| 1848      | 1852              | M. du Plessis (Duplessis) d'Argentré fils      |                        | Propriétaire, maire d'Argentré-du-Plessis                                                                            |
| 1852      | 1861              | Prosper Rubin                                  |                        | Propriétaire, maire de Vitré (vers 1852)                                                                             |
| 1861      | 1867              | Joseph Pierre Aubert                           |                        | Notaire, maire d'Argentré-du-Plessis                                                                                 |
| 1867      | 1871              | Vincent Audren de Kerdrel                      | Monarchiste            | Propriétaire Député d'Ille-et-Vilaine (1848-1851) Député du Morbihan (1852 et 1871-1876) - Sénateur (1876-1899)      |
| 1871      | 1902 (démission)  | Henri de Sallier Dupin                         | Droite                 | Propriétaire au Pertre                                                                                               |
| 1902      | 1919              | Vicomte Paul de Legge de Kerlean               | Conservateur           | Maire du Pertre |
| 1919      | 1931 (décès)      | Charles de Sallier-Dupin                       | Conservateur           | Médecin, maire du Pertre                                                                                             |
| 1931      | 1940              | Paul Lemée                                     | DVD                    | Agriculteur, maire de Brielles Nommé conseiller départemental en 1943                                                |
|           |                   |                                                |                        | |
| 1945      | 1958              | Paul Lemée                                     | DVD                    | Agriculteur, maire de Brielles                                                                                       |
| 1958      | 1970              | Paul Poirier                                   | MRP puis CD            | Cultivateur, maire de Gennes-sur-Seiche                                                                              |
| 1970      | 1994              | Jean Bourdais                                  | CDP puis UDF-CDS       | Agent général d'assurances, maire d’Argentré-du-Plessis (1983-1995)                                                  |
| 1994      | mars 2013 (décès) | Émile Blandeau                                 | UMP                    | Expert foncier, maire d’Argentré-du-Plessis                                                                          |
| mars 2013 | mars 2015         | Monique Sockath                                | DVD                    | Enseignante, maire-adjointe d’Argentré-du-Plessis Elue en 2015 dans le canton de La Guerche-de-Bretagne              |

### Conseillers d'arrondissement (de 1833 à 1940)
Le canton d'Argentré appartenait à l'arrondissement de Vitré.
| Période                                  | Période      | Identité                           | Étiquette            | Qualité |
| ---------------------------------------- | ------------ | ---------------------------------- | -------------------- | --- |
| 1833                                     | 1839         | René Pascal Hévin (de La) Berterie |                      | Propriétaire à Brielles                                                                                     |
| 1839                                     | 1843 (décès) | Pierre Rocher (1797-1843)          |                      | Notaire, adjoint au maire de Domalain                                                                       |
| 1843                                     | 1848         | Augustin Heinry                    |                      | Maire de Saint-Germain-du-Pinel                                                                             |
|                                          |              |                                    |                      | |
|                                          | 1891 (décès) | Victor Vallet-Laflèche (1816-1891) |                      | Notaire à Domalain                                                                                          |
|                                          |              |                                    |                      | |
| 1898                                     | 1919         | Alphonse Lambron (1846-1928)       |                      | Propriétaire, maire de Domalain                                                                             |
| 1919                                     | 1928 (décès) | Arsène Gastinel (1886-1928)        | Libéral              | Propriétaire foncier et poète, maire de Gennes-sur-Seiche (1919-1928)                                       |
| 1928                                     | 1934         | Paul Orhand                        | Républicain national | Agriculteur à Argentré-du-Plessis                                                                           |
| 1934                                     | 1940         | Yves de Sallier-Dupin              | Conservateur         | Médecin, maire du Pertre                                                                                    |
| 1940                                     |              |                                    |                      | Les conseils d'arrondissement ont été suspendus par la loi du 12 octobre 1940 et n'ont jamais été réactivés |
| Les données manquantes sont à compléter. |              |                                    |                      | |

Le canton participe à l'élection du député de la cinquième circonscription d'Ille-et-Vilaine.

## Démographie
| 1962   | 1968  | 1975  | 1982   | 1990   | 1999   | 2006   | 2011   | 2012   |
| ------ | ----- | ----- | ------ | ------ | ------ | ------ | ------ | ------ |
| 10 022 | 9 783 | 9 830 | 10 279 | 11 024 | 12 002 | 13 718 | 14 456 | 14 523 |